# Robert Paterson (Bischof)
Robert Mar Erskine Paterson (* 27. Februar 1949 in Wales) ist ein britischer anglikanischer Theologe. Er war von 2008 bis zu seinem Rücktritt 2016 Bischof von Sodor und Man in der Church of England.
Paterson ist Kelte. Er wurde in Wales geboren und ist schottischer und walisischer Abstammung. Er besuchte von 1957 bis 1968 die King Henry VIII School in Coventry. Er studierte von 1968 bis 1972 Theologie am St John’s College der University of Durham. Dort war er von 1971 bis 1972 Van Mildert-Stipendiat (Van Mildert Scholar in Divinity). Zur Vorbereitung auf sein Priesteramt besuchte er das Cranmer Hall College der University of Durham. An der University of Durham erwarb er 1971 einen Bachelor of Arts in den Fächern Englisch und Theologie, 1972 ein Diplom (Diploma) in Theologie und 1972 den Master of Arts (MA; Dunelm).
1972 wurde er in Manchester zum Diakon geweiht. 1973 folgte die Priesterweihe in der Diözese von Brecon (Diocese of Swansea and Brecon) zum Priester geweiht. Seine Priesterlaufbahn begann er von 1972 bis 1973 als Hilfsvikar (Assistant Curate) in Harpurhey, Manchester. Er wurde dann in die Church in Wales versetzt; dort war er von 1973 bis 1978 Vikar (Curate) in Sketty, einem Vorort von Swansea, in der Diözese von Swansea und Brecon. Von 1978 bis 1983 war er „Rector“ (Pfarrer) von Llangattock und Llangynidr in der Diözese von Swansea und Brecon. Er war außerdem von 1978 bis 1982 „Overseas Officer“ in der Diözese von Swansea und Brecon. Von 1983 bis 1994 war er Pfarrer (Vicar) im Stadtteil Gabalfa im Norden Cardiffs, anschließend bis 2000 Dekan (Team Rector) in Cowbridge, Vale of Glamorgan. Von 2004 bis 2008 war er Metropolitan Canon der Church in Wales.
2006 wurde er zum Kaplan (Chaplain) des Erzbischofs von York, John Sentamu, ernannt, dieses Amt übte er bis 2008 aus. Im April 2008 wurde er, als Nachfolger von Graeme Knowles, zum Bischof von Sodor und Man in der Church of England ernannt. Am 25. April 2008 wurde er von John Sentamu, dem Erzbischof von York, im York Minster zum Bischof geweiht. Seine feierliche Inthronisation fand am 14. Juni 2008 in der Cathedral Church of St German in Peel auf der Isle of Man statt. Im Juli 2016 gab er seinen Rücktritt mit Wirkung für November 2016 bekannt. Sein Nachfolger wurde im Mai 2017 Peter Eagles. Von 2008 bis 2011 war Paterson auch Dean der Peel Cathedral.
Paterson hatte Ämter in verschiedenen nationalen und internationalen kirchlichen Körperschaften und Organisationen. Von 2000 bis 2006 war er Vorsitzender (Principal Officer) des Church in Wales Council for Mission and Ministry. Von 2002 bis 2009 war er Vize-Präsident (Vice Chair) der Anglican Primates' Working Group on Theological Education. Er war außerdem Vize-Präsident (Vice Chair) des Fresh Expressions Board, der Liturgical Commission und Vorsitzender (Chair) des Central Readers’ Council der Church of England. Er verfasste auch mehrere Bücher zu Fragen der Liturgie und zur Predigt. 
Als Bischof von Sodor und Man hatte Paterson außerdem einen „ex officio“-Sitz im Legislative Council des Tynwald und Stimmrecht im Manx Parliament. Er war außerdem Mitglied des Governing Body der Church in Wales (1974–1983, 1989–1992 und 1995–2006).
Paterson ist verheiratet. Seine Ehefrau Pauline ist Religionslehrerin (Teacher of Religious Studies). Sie haben drei mittlerweile erwachsene Kinder, einen Sohn und zwei Töchter. Zu seinen Hobbys und Interessen gehören: Tagespolitik, Alte Musik, Literatur, Theater, Reisen, Gartenarbeit, Spazierengehen, Radfahren und das Landleben. 